# Trầm tích chloride trên Sao Hỏa

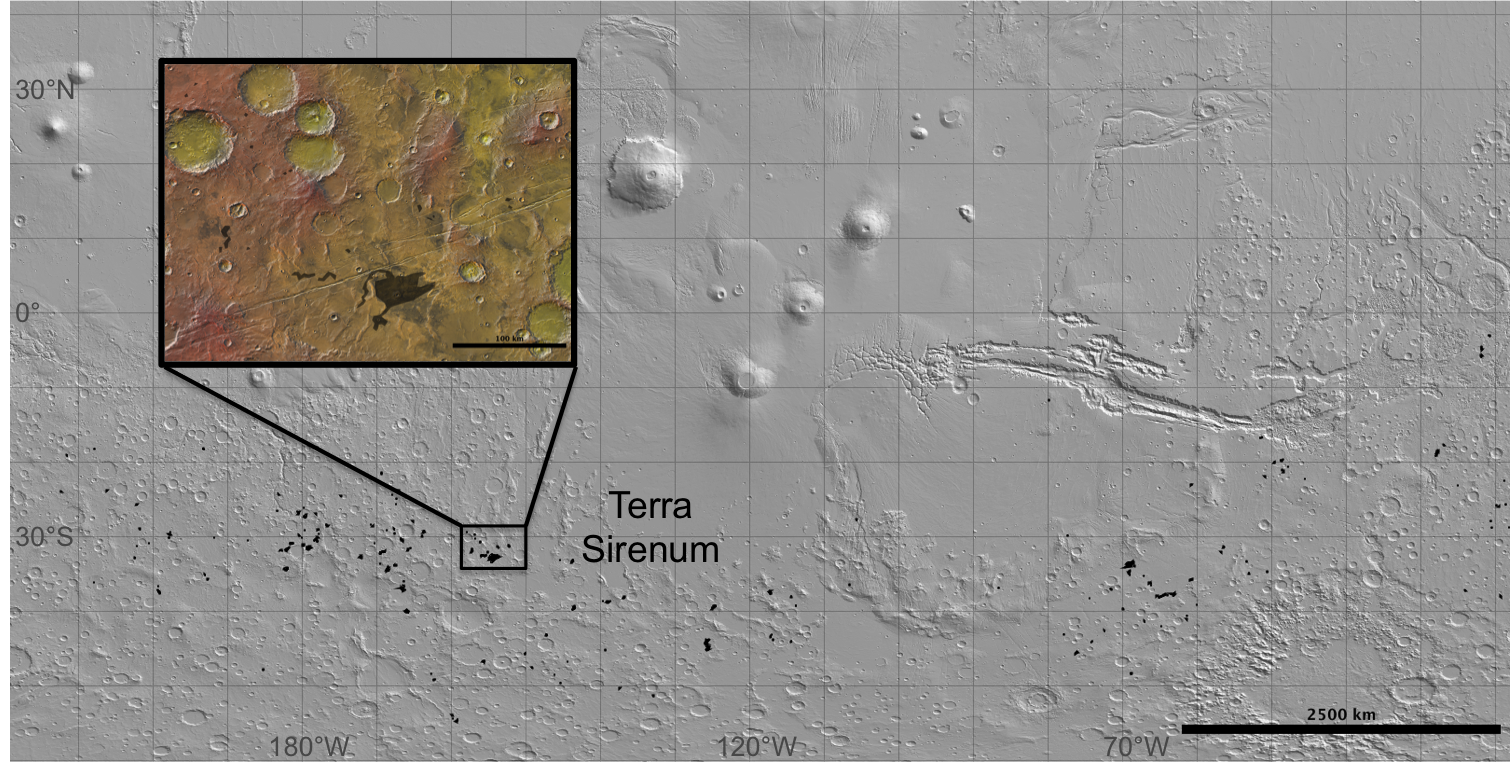
Vị trí của các điểm lắng cặn chứa chloride (màu đen) nằm trên bản đồ độ cao của Máy đo độ cao laser Sao Hỏa (MOLA) (thang độ xám). Phần bản đồ này là một khu vực ở Terra Sirenum được nghiên cứu bởi Davila và cộng sự vào năm 2011. Màu sắc đại diện cho độ cao được xác định bởi MOLA (màu đỏ là độ cao cao hơn, màu vàng là độ cao thấp hơn).

Trên khắp bán cầu phía nam của Sao Hỏa có khoảng 640 địa điểm trầm tích chloride đã được xác định bằng cách sử dụng Hệ thống hình ảnh phát xạ nhiệt (THEMIS). Những mảng rời rạc này có hình dạng không đồng đều (phạm vi kích thước xấp xỉ 0.33 – 1300 km², với kích thước trung bình 24 km²) đã có từ thời kỳ địa chất Noachian (4,5 - 3,5 tỷ năm trước) và Hesperian (3,5 - 2,9 tỷ năm trước). Trên Trái Đất, chloride được biết là hình thành thông qua các quá trình nước. Các quá trình này được xem xét tương tự trong việc lý giải sự hình thành các nguồn chloride trên Sao Hỏa. Phát hiện về các địa điểm trầm tích này rất có ý nghĩa khi nó cung cấp thêm bằng chứng về sự hiện diện của nước bề mặt hoặc dưới bề mặt trong lịch sử Sao Hỏa cổ đại.

## Tầm quan trọng của chloride
Chloride chứa anion Cl− và hòa tan trong nước, là bằng chứng cho thấy các quá trình nước trong quá khứ, giúp giới hạn loại môi trường tại một khu vực cụ thể. Trên Trái Đất, hai quá trình chính hình thành chloride: sự nở hoa và sự kết tủa. Trên Trái Đất, các khoáng chất này được hình thành trong môi trường có tính kiềm hơn, còn trên Sao Hỏa các khoáng chất hình thành từ các chất lỏng có tính axit cao hơn và các quá trình được liên kết với sự phong hóa bazan. Điểm tương đồng quan trọng trong việc hình thành chloride trên hai hành tinh là sự hiện diện của nước. Điều này rất quan trọng vì nước rất cần thiết cho sự sống trên Trái Đất, và do đó cũng thúc đẩy việc tìm kiếm bằng chứng về sự sống trên các hành tinh khác. Chloride được đặc biệt chú trọng nghiên cứu vì khả năng bảo tồn dấu vết sinh học thông qua quá trình lắng đọng các chất hóa học. Ngoài ra, sự hiện diện của chloride trên toàn bộ bán cầu nam của Sao Hỏa cho thấy sự hình thành của chúng là một quá trình quan trọng đối với lịch sử ban đầu của Sao Hỏa.

## Phương pháp nhận dạng

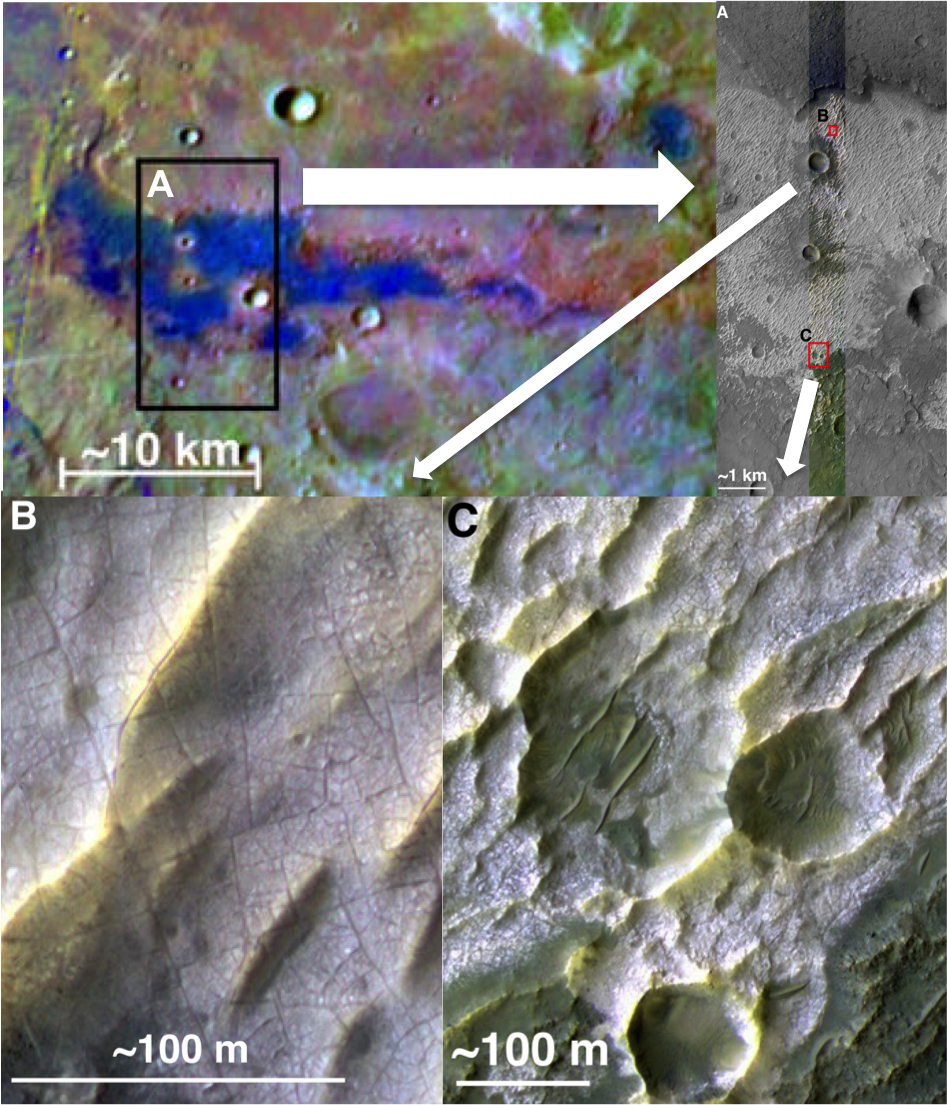
Phía trên bên trái) Trầm tích chloride hiển thị màu xanh lam theo quan sát của THEMIS trong khu vực Terra Sirenum
A) Hình ảnh HiRISE của hộp đen ở phía trên bên trái
B) Hình ảnh HiRISE hiển thị các vết nứt đa giác (trong Ô hình B và Ô hình A)
C) Hình ảnh HiRISE hiển thị trầm tích chloride lan qua các miệng hố tác động (trong Ô hình C và Ô hình A)

Muối chloride được xác định bằng cách sử dụng THEMIS trên tàu quỹ đạo 2001 Mars Odyssey. Quang phổ thu được từ THEMIS cho thấy độ dốc không tưởng từ số sóng (~672 đến 1475 cm−1). Vài điều trong đó làm nổi bật đặc điểm chung, từ đó kết luận đó là kết quả của trầm tích mang chloride. Một ví dụ khác trong nghiên cứu bề mặt củng cố các kết quả là việc xác định halit trong Thung lũng chết bằng các dụng cụ có cùng bước sóng với THEMIS. Điều tra thêm về các địa điểm trầm tích này bằng cách sử dụng Thí nghiệm khoa học hình ảnh có độ phân giải cao (High Resolution Imaging Science Experiment, viết tắt: HiRISE) trên Tàu Mars Reconnaissance Orbiter (MRO) cho thấy các đặc điểm đứt gãy nhẹ và hình dạng không đồng đều, lan qua các miệng hố tác động có kích thước nhỏ. Spectra từ Máy quang phổ hình ảnh quan sát kết hợp sao Hỏa (Compact Reconnaissance Imaging Spectrometer, viết tắt: CRISM) trên MRO cũng được sử dụng để so sánh các nghiên cứu trong phòng thí nghiệm nhằm giải thích độ dốc đặc biệt quan sát được trong các dữ liệu THEMIS. Các khoáng chất được biết đến trên Trái Đất đã được thử nghiệm để xem liệu chúng có tạo ra quang phổ THEMIS khác biệt không. Pyrit được xác định là không thể phù hợp với các điểm khoáng chất trên Sao Hỏa. Các cơn lũ bazan có chứa halit đã tái tạo quang phổ trong một số trường hợp, củng cố các kết luận quang phổ THEMIS, và do đó các trầm tích là chloride. Tuy nhiên, bằng chứng rõ ràng nhất cho thấy trên thực tế đây có phải là trầm tích chloride hay không sẽ đến từ việc quan sát trực tiếp bề mặt sao Hỏa.

## Terra Sirenum
Terra Sirenum là một khu vực ở bán cầu phía nam của Sao Hỏa (khoảng 38,8° N, 221° Đ), với đặc điểm nổi bật là độ sáng cao hơn so với các bề mặt địa hình thông thường. Địa điểm này được quan tâm đặc biệt bởi vì có sự hiện diện lớn nhất chloride trong khu vực. Một nghiên cứu đã giải thích sáu vùng trầm tích chloride (10 – 50 km²) ở các mức địa hình thấp nhất của lưu vực liên miệng núi lửa (300 – 400 km) là các bãi muối riêng lẻ. Các kênh kết nối giữa các bãi muối cung cấp bằng chứng cho một nguồn gốc chung, chẳng hạn như từ hoạt động bốc hơi nước. So sánh những bãi muối này với những bãi muối được quan sát trên Trái Đất, chẳng hạn như những tại sa mạc Atacama tiếp tục củng cố giả thuyết về nguyên nhân hình thành là do sự bốc hơi. Dựa vào dữ liệu CRISM, nghiên cứu này cũng cho thấy phyllo silicat trong vành của các miệng hố tác động và khu vực ảnh hưởng xung quanh xảy ra gần các địa điểm chloride. Một nghiên cứu khác cũng quan sát thấy phyllo silicate nằm gần với chloride bởi CRISM cũng như THEMIS. Phyllo silicat cũng cung cấp bằng chứng về các quá trình nước xảy ra trong thời kỳ Noachian. Cả hai nghiên cứu đều xác định phyllo silicat lắng đọng trước tiên.